# 천애직녀
《천애직녀》(중국어 간체자: 天涯织女, 衣被天下, 神话织女, 정체자: 天涯織女, 衣被天下, 神話織女, 병음: Tiān yá zhī nǚ, Yī bèi tiān xià, Shén huà zhī nǚ 톈야즈뉘, 이베이톈샤, 선화즈뉘[*], 한자음: 천애직녀, 의피천하, 신화직녀, 영어: A Weaver on the Horizon 어 위버 안 더 호라이즌[*])은 중국의 텔레비전 드라마다. 중화TV에서 《의피천하》의 제목으로 방송된다.

## 등장 인물
- 장균녕(張鈞甯) : 황교아(黃巧兒) 역
- 유시시(刘诗诗) : 조가의(趙嘉儀) 역
- 위안훙(袁弘) : 임모비(林慕飛) 역
- 소정남(蕭正楠) : 방녕(方甯) 역